# Planitzer SC
Der Planitzer SC war ein deutscher Sportverein, der im Zwickauer Vorort Planitz ansässig war. Seine Fußballmannschaft spielte von 1933 bis 1944 in der Gauliga Sachsen (1. Liga) und erreichte 1942 das Viertelfinale um die deutsche Meisterschaft. Der Verein nutzte die Westsachsenkampfbahn, die 30.000 Zuschauer fasste.

## Entwicklung des Fußballsports
Die Fußballmannschaft des 1912 gegründeten Planitzer SC stieg 1922 in die Gauliga Westsachsen des Mitteldeutschen Fußballverbandes auf. 1929 und 1931 wurde die Mannschaft Westsachsen-Meister und nahm an der mitteldeutschen Fußballmeisterschaft teil. Mit einem zweiten Platz in der Saison 1932/33 qualifizierte sich der Planitzer SC für die neu eingerichtete Gauliga Sachsen, eine der damals 16 höchsten Fußball-Ligen. In der ersten Saison 1933/34 wurden die Planitzer unter elf Mannschaften Achter. 1942 gewann Planitz die Gaumeisterschaft vor dem favorisierten Dresdner SC und qualifizierte sich für die Teilnahme an der Endrunde um die deutsche Meisterschaft.

### Endrunde der deutschen Meisterschaft 1941/42
In der Qualifikationsrunde am 10. Mai 1942 traf der Planitzer SC auf den Meister des Generalgouvernements Luftwaffen-SV Boelcke Krakau. Vor 10.000 Zuschauern in der heimischen Westsachsenkampfbahn gewannen die Sachsen mit 5:2. Überragender Spieler war Linksaußen Viertel, der drei Tore erzielte. Gegner im Achtelfinale am 24. Mai war der niederschlesische Meister Breslauer SpVg 02, der ebenfalls in der Westsachsenkampfbahn antreten musste. Rechtsaußen Heinzig brachte die Planitzer vor 8.000 Zuschauern in der 30. Minute in Führung, doch die Breslauer kamen in 65. Minute durch einen Strafstoß zum Ausgleich. Das Spiel musste in die Verlängerung gehen, und in der 102. Minute gelang Linksaußen Fritz Müller der Siegtreffer für den Planitzer SC. Die Spiele des Viertelfinales fanden am 7. Juni statt. Planitz musste beim österreichischen Meister Vienna Wien antreten. Durch zwei Tore von Rudolf Heyne und Johannes Breitenstein führte Planitz bis zur 66. Minute, danach drehten die Wiener das Spiel innerhalb von neun Minuten zum eigenen 3:2-Sieg.
An den drei Endrundenbegegnungen waren folgende Spieler des Planitzer SC beteiligt:
Max Hofsommer (3 Einsätze); Gerhard Schweickert (1), Herbert Seltmann (3), Erich Tautenhahn (3); Herbert Beier (2), Erich Dietel (2), Fritz Müller (3), Herbert Weigel (1); Johannes Breitenstein (3), Karl Dittes (2), Gerhard Heinzig (2), Rudolf Heyne (3), Ernst Viertel (2), Rudi Voigtmann (3)

### Spiele um den Tschammerpokal
Fünfmal konnte sich der Planitzer SC für die Spiele um den Tschammerpokal, der deutsche Fußballpokal im Dritten Reich, qualifizieren. Nur zweimal gelang es der Mannschaft, die erste Runde zu überstehen, um danach aber in der zweiten Runde zu scheitern. Die sieben Spiele im Einzelnen:
| Jahr | Paarung                                     | Ergebnis |
| ---- | ------------------------------------------- | -------- |
| 1936 | 1. FC Nürnberg – Planitzer SC               | 7:0      |
| 1937 | SC Planitz – Beuthener SuSV 09              | 3:1      |
| 1937 | VfB Stuttgart – Planitzer SC                | 2:0      |
| 1939 | Hertha BSC – Planitzer SC                   | 6:2      |
| 1940 | Planitzer SC – Vorwärts-Rasensport Gleiwitz | 3:1      |
| 1940 | Wacker Wien – Planitzer SC                  | 6:2      |
| 1942 | NSTG Falkenau – Planitzer SC                | 3:1      |

## Vereinsgeschichte nach 1945
Die Fußballmannschaft des Planitzer SC beendete die letzte reguläre Saison der Gauliga Sachsen 1943/44 mit Rang 7 unter zehn Mannschaften. Im Laufe des Jahres 1944 kam der Spielbetrieb in Sachsen wegen der Ausweitung des Zweiten Weltkriegs zum Erliegen. Nach dem Kriegsende wurde Deutschland von den Siegermächten besetzt. Der Alliierte Kontrollrat erließ am 17. Dezember 1945 die Direktive Nr. 23, mit der unter anderem alle Sportvereine in Deutschland zum 1. Januar 1946 aufgelöst wurden.
Die Planitzer Fußballtradition wurde durch die SG Planitz, die 1948 Ostzonenmeister wurde, und später durch die Betriebssportgemeinschaft (BSG) des Zwickauer Autowerkes ZSG Horch/BSG Motor/BSG Sachsenring Zwickau fortgesetzt. ZSG Horch Zwickau wurde 1950 erster Fußballmeister der DDR und die BSG Motor bzw. Sachsenring Zwickau wurden 1963, 1967 und 1975 FDGB-Pokalsieger.

## Spielstätte
Die Heimstätte des Planitzer SC war die Westsachsenkampfbahn in Planitz, die später Alfred-Baumann-Kampfbahn hieß und heute Südkampfbahn heißt. In der Erfolgszeit des Planitzer SC fasste das Stadion 30.000 Zuschauer. Die frühere Planitzer Westsachsenkampfbahn ist nicht zu verwechseln mit dem heutigen Zwickauer Westsachsenstadion.

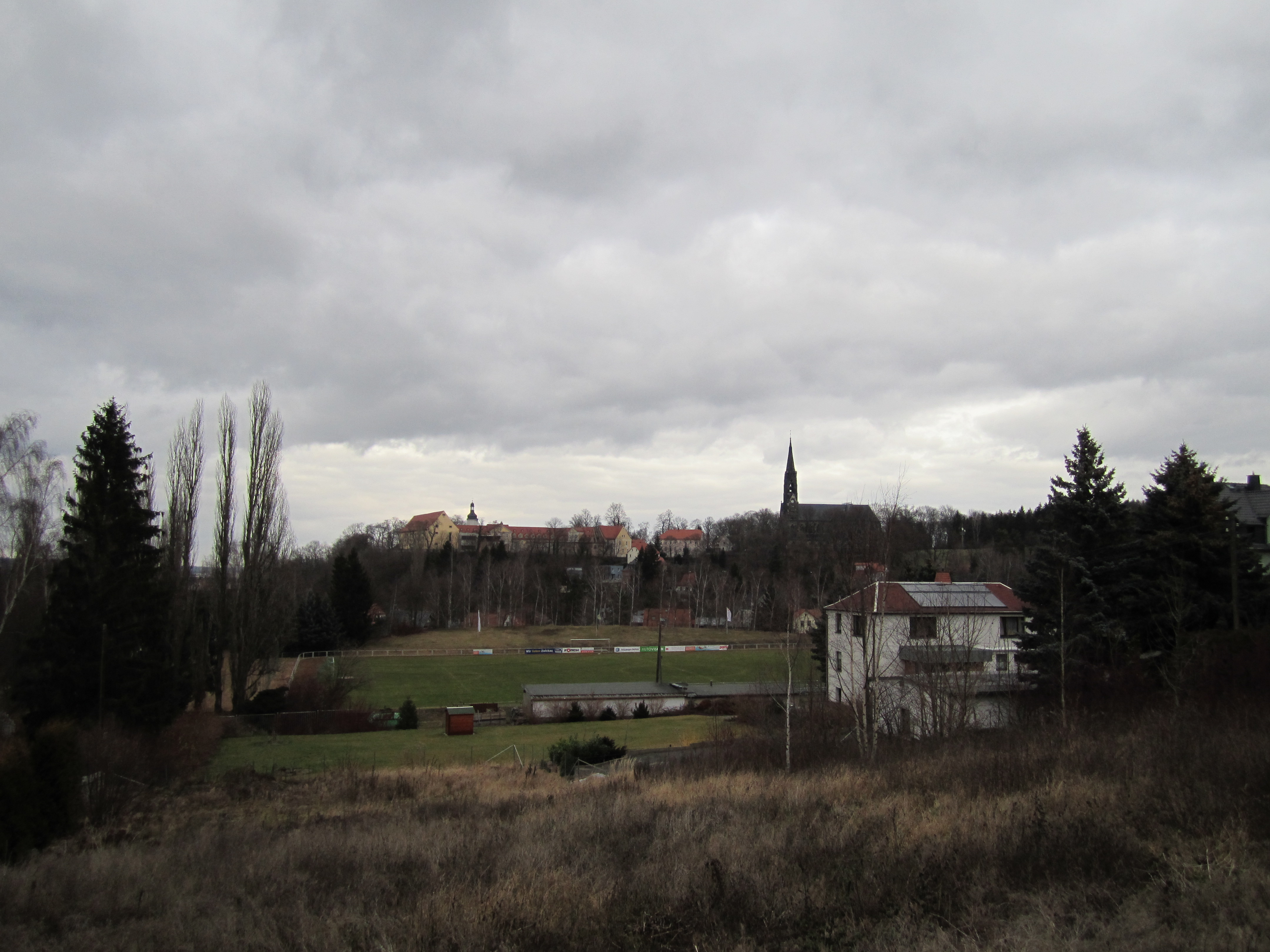
Südkampfbahn
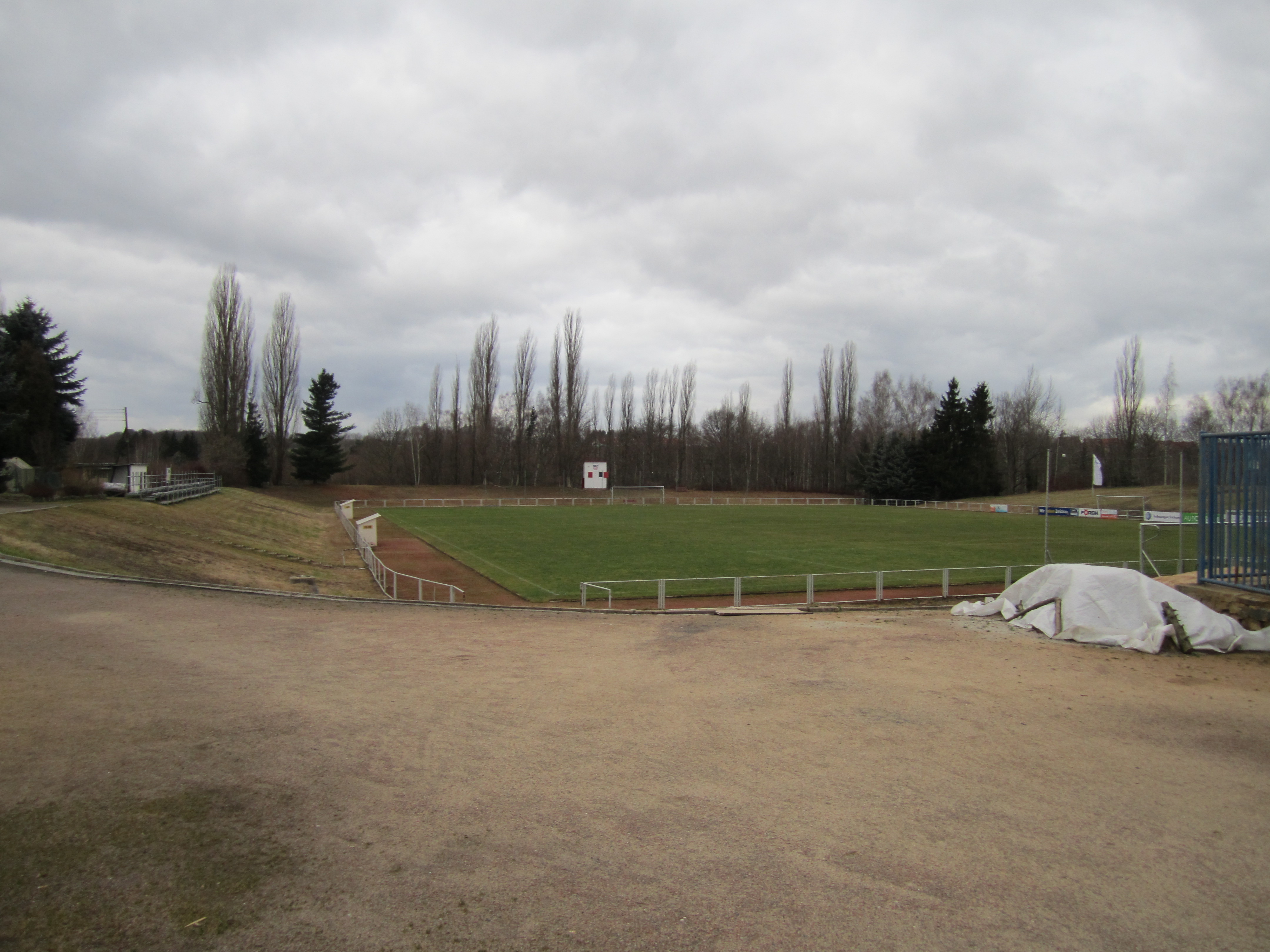
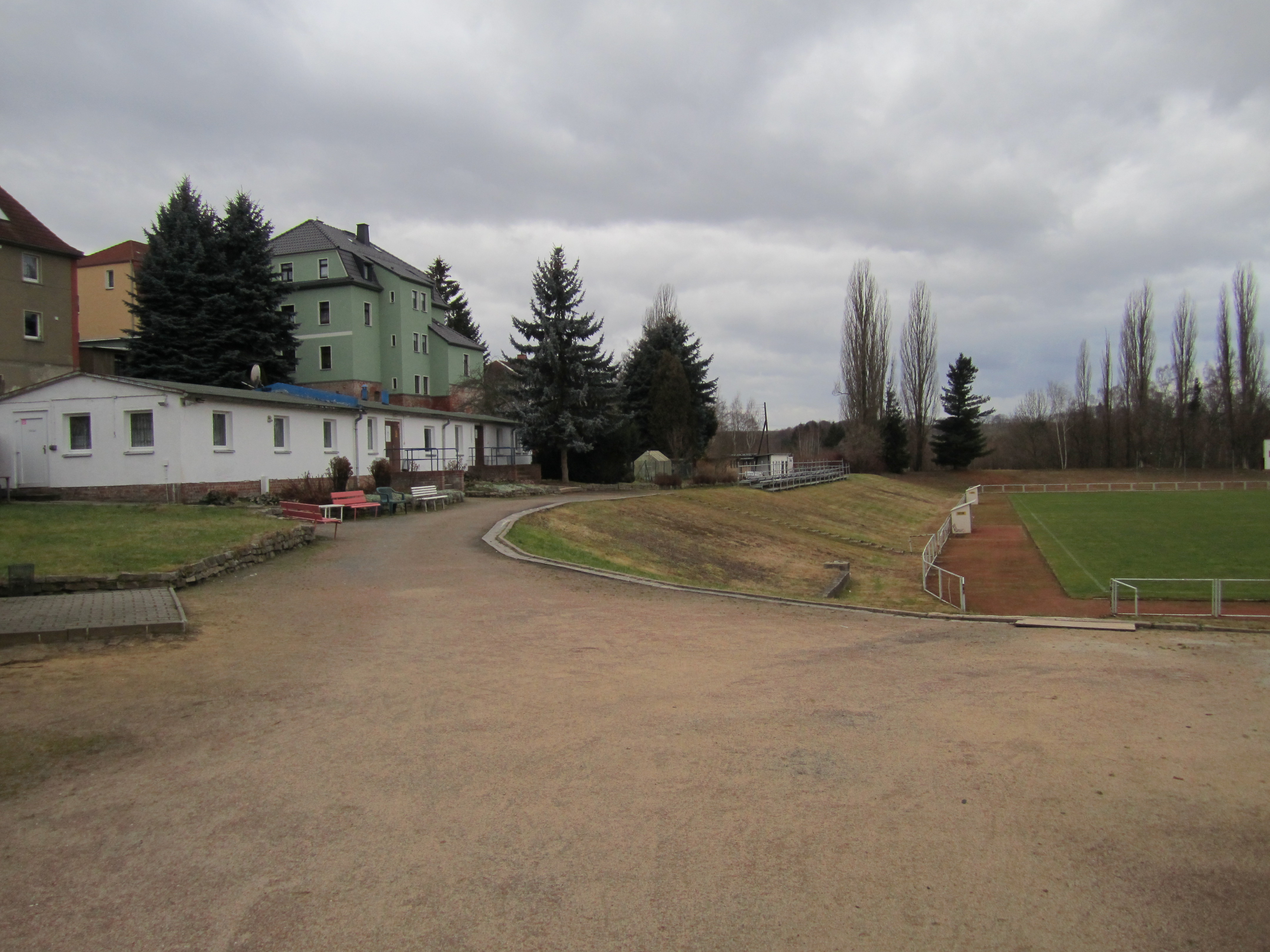
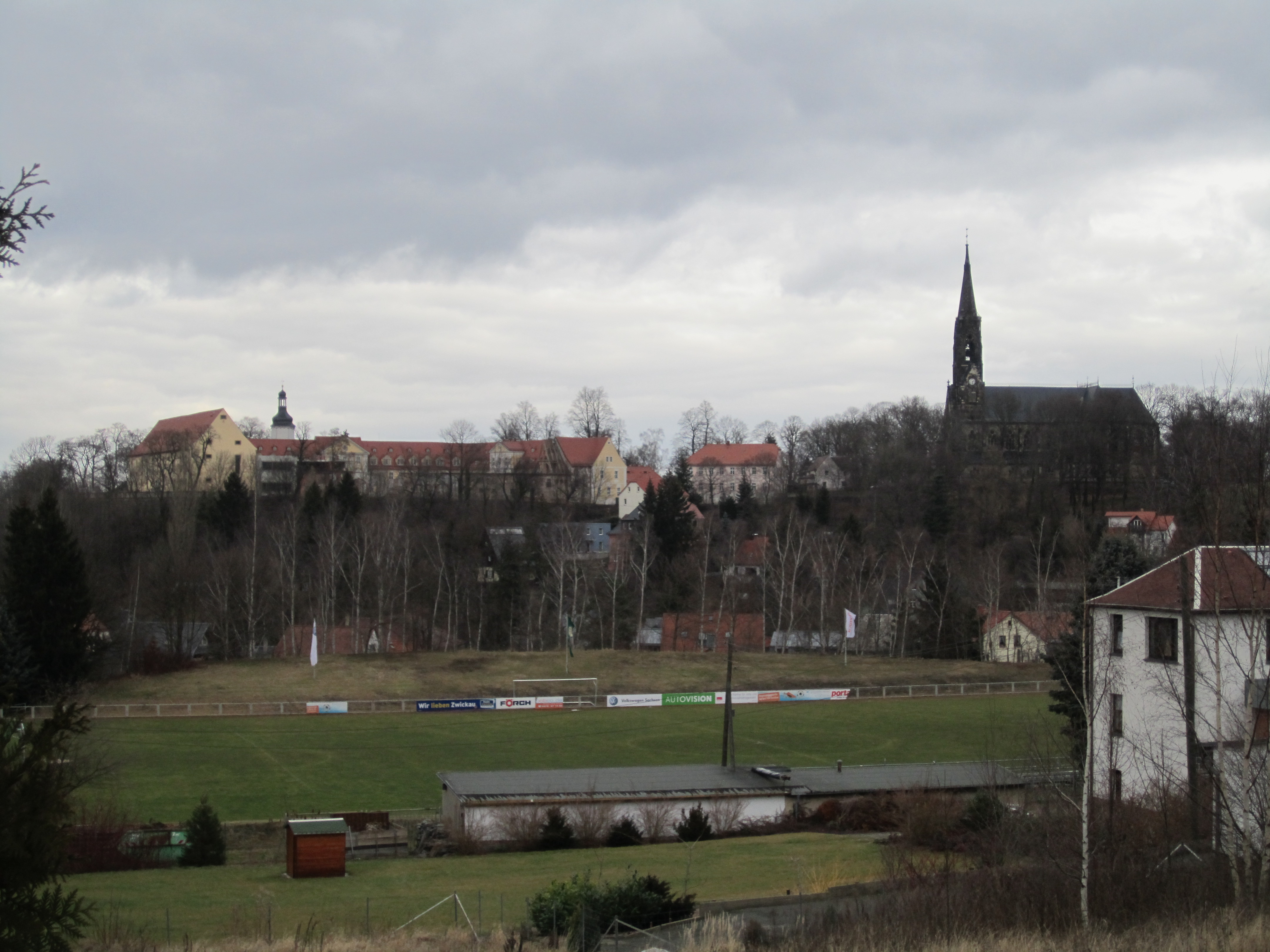